# Lake Placid (Nova Iorque)
Lake Placid é uma vila nas Montanhas Adirondack no Condado de Essex, Nova Iorque, Estados Unidos. A vila foi sede dos Jogos Olímpicos de Inverno de 1932 e 1980. No censo de 2000, a vila tinha uma população de 2.638. Lake Placid recebeu o nome devido ao Lago Placid nas proximidades.
Cidade onde a cantora indie Lana del Rey passou sua infância e adolescência

## Jogos Olímpicos

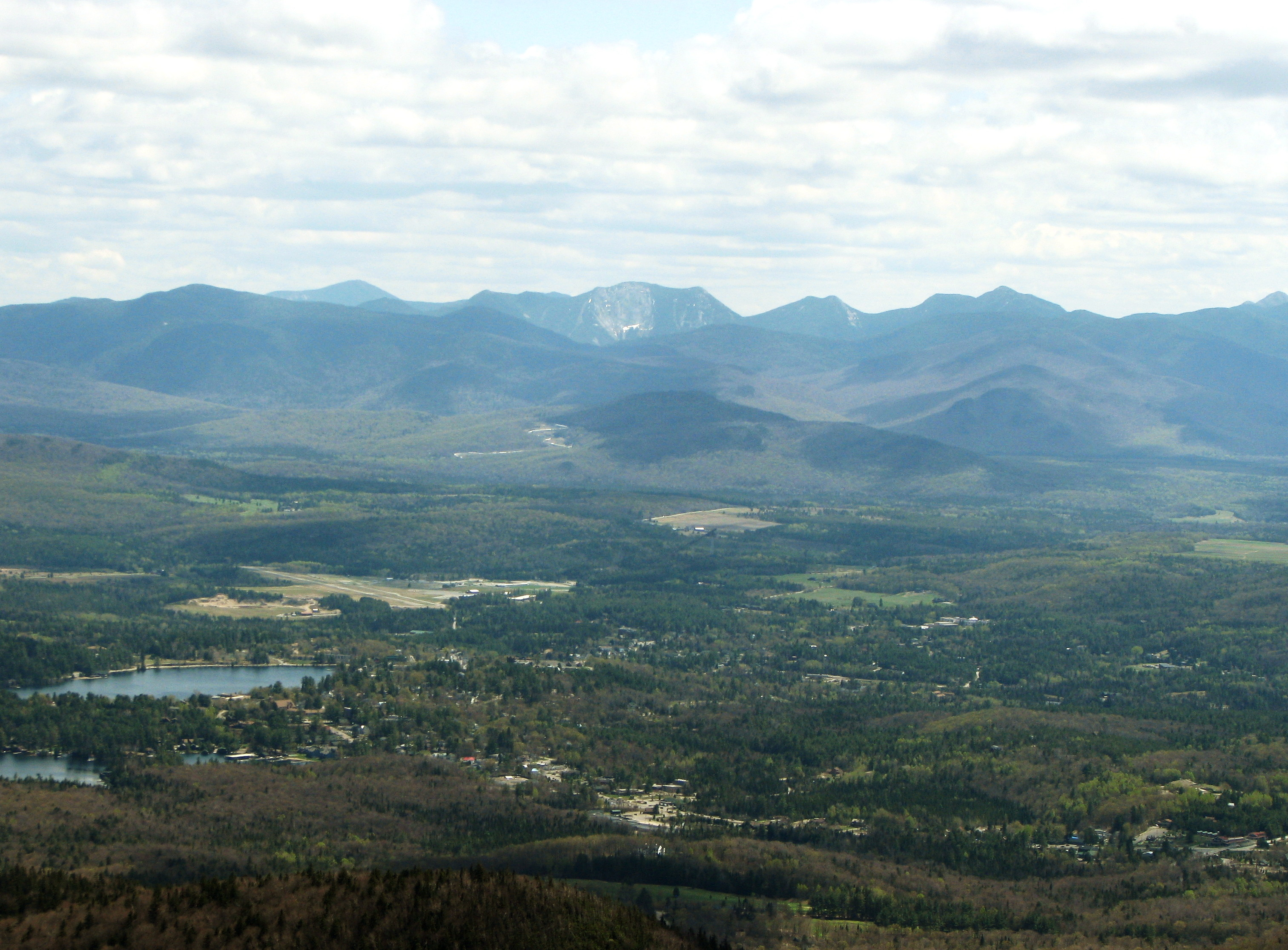
Lake Placid da Montanha McKenzie.